# Stazione di Buenos Aires Centrale
La stazione di Buenos Aires Centrale (in spagnolo: Estación Central) era una stazione ferroviaria di Buenos Aires attiva tra il 1872 ed il 1897 come stazione di testa di tutte le linee che arrivavano e partivano dalla capitale argentina.
Era situata nel centro della città, all'angolo tra il Paseo de Julio (oggi Av. Leandro N. Alem) e Piedad (oggi Bartolomé Mitre), a poche decine di metri dalla Casa Rosada e dalla Dogana Taylor, lungo le sponde del Río de la Plata.

## Storia
La stazione fu inaugurata il 12 agosto 1872 alla presenza del presidente argentino Domingo Faustino Sarmiento. Lo stabile, importato in Argentina dall'imprenditore americano William Wheelwright, era un prefabbricato in legno assemblato in Gran Bretagna che presentava una mansarda e una torre adornata con un orologio e sormontata da una cupola. La stazione, sebbene fosse di proprietà della BA & Ensenada, era usata come stazione di testa anche dalle compagnie BA Western, BA & Pacific, BA & Rosario, BA Northern e dalla Central Argentine. La linea per Ensenada, proveniente da sud, dopo la stazione di Casa Amarilla, nel quartiere della Boca, correva su un viadotto di ferro sul Rio della Plata parallelo alla costa.
Sul finire del decennio successivo, con la costruzione del nuovo porto di Buenos Aires, la stazione ed i binari della ferrovia diventarono un ostacolo naturale che separava di fatto la città dallo scalo marittimo. Il 14 febbraio 1897 fu completamente distrutta da un incendio. A seguito di questo evento tre compagnie, la BA & Rosario, la Central Argentine e la BA & Pacific, decisero di costruirsi ciascuna un proprio terminale ferroviario nella zona di Retiro. La BA Western tornò invece ad operare dalla stazione di Once. La BA & Ensenada usò brevemente come proprio scalo la piccola fermata di Venezuela tuttavia, vista la ristrettezza degli spazi, la compagnia si vide costretta a trasferirsi ulteriormente verso la stazione di Casa Amarilla.
Il 19 marzo dello stesso anno il governo argentino ordinò al rimozione di tutti i binari compresi tra le fermate di Retiro e Casa Amarilla, liberando così da un lato l'accesso al nuovo porto della città e dall'altro mise la pietra tombale sopra eventuali progetti futuri di ripristino della stazione.